# Monte Bulusan
Il Bulusan è uno stratovulcano attivo situato nella regione di Bicol, provincia di Sorsogon, nell'estremità meridionale della grande isola di Luzon nella parte centrale dell'arcipelago delle Filippine. Il vulcano è costituito da un impianto conico principale che sorge sulla caldera di Irosin e sul quale si aprono quattro crateri. Il Bulusan si trova a circa 250 chilometri a sud-est dalla capitale del Paese, Manila, e a 70 km dal vulcano Mayon.

## Morfologia e attività
Il sistema vulcanico del Bulusan è costituito da un impianto conico del diametro di 15 chilometri costituito di andesite che insiste su una grande caldera formatasi fra e 30 000 e i 40 000 anni fa: sulla vetta, spoglia di vegetazione, si apre un cratere di circa 300 metri di diametro all'interno del quale si trovano 3 crateri minori di 20, 60 e 90 metri di diametro
Nei pressi del Bulusan, che è parte della catena vulcanica di Bicol, sorgono i vulcani Homahan, Binitacan, Batuan e Calungalan. Sulle pendici della montagna si trovano diverse sorgenti termali fra cui si segnalano quelle di San Benon, Mapaso, San Vicente e Masacrot.
Il Bulusan ha avuto in epoca storica 16 eruzioni accertate di cui, fra le altre, due stromboliane nel 1918 e nel 1919, e tre freatiche negli anni 1918, 1822 e 1980. L'ultima attività eruttiva si è verificata nel periodo fra il novembre del 2010 e il maggio del 2011.

## Parco naturale del vulcano Bulusan
Il vulcano, che è meta abituale per gli amanti del trekking, è compreso nel Parco naturale del vulcano Bulusan, creato nel 2000 dall'allora presidente delle Filippine Joseph Estrada: il parco si estende sulle pendici del vulcano su un'area di 36 chilometri quadrati